# John Buckley
John Buckley (ur. 2 listopada 1939 w Inchigeela) – irlandzki duchowny katolicki, biskup Cork i Ross w latach 1997–2019.

## Życiorys
Święcenia kapłańskie otrzymał 20 czerwca 1965 roku i inkardynowany został do diecezja Cork i Ross.
16 marca 1984 papież Jan Paweł II mianował go biskupem pomocniczym rodzinnej diecezji ze stolicą tytularną Leptis Magna. Sakry udzielił mu jego zwierzchnik bp Michael Murphy. Od października 1996 był administratorem apostolskim diecezji w okresie sede vacante po śmierci bp. Murphy’ego.
19 grudnia 1997 otrzymał nominację na biskupa diecezjalnego Cork i Ross.
8 kwietnia 2019 przeszedł na emeryturę.